# Great Meadows
Great Meadows (pol. Wielkie Łąki) – obszar łąk otoczonych niewielkimi wzgórzami, ostatnim pasmem gór Allegheny, znajdujący się niedaleko obecnego miasta Uniontown (stan Pensylwania), pomiędzy rzekami Youghiogheny i Monongahela, u zbiegu granic dzisiejszych stanów: Maryland, Pensylwania i Wirginia Zachodnia. 
Miejsce bitwy o fort Necessity (inaczej nazwanej bitwą nad Great Meadows) stoczonej 3 lipca 1754 roku pomiędzy oddziałami Jerzego Waszyngtona a wojskami francuskimi dowodzonymi przez Coulona de Villiers. 
Miejsce koncentracji wojsk brytyjskich w wyprawie do fortu Pitt w 1755 roku a także prawdopodobne miejsce pochówku głównodowodzącego ekspedycją generała Edwarda Braddocka.